# Покрокова навігація

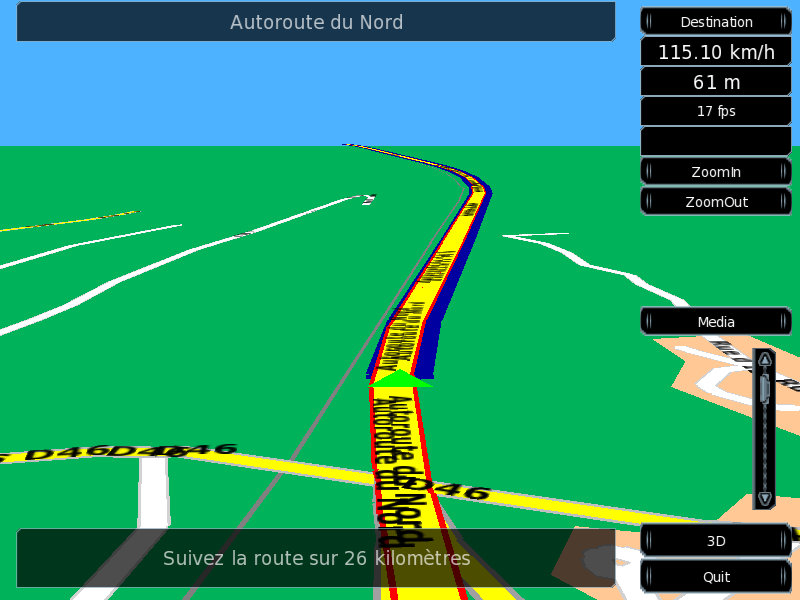
Покрокова навігація Navit

Покрокова навігація — це функція, що вбудована у деякі навігаційні пристрої GPS, де вказівки для обраного маршруту поступово відображаються користувачеві у вигляді візуальних або мовних інструкцій. Покрокові системи зазвичай використовують електронний голос, щоб повідомити користувачеві, куди потрібно їхати та повертати, назву вулиці та відстань до повороту. Система постійно інформує користувача про найкращий маршрут до зазначеного пункту і часто оновлюється відповідно до факторів що постійно змінюються, таких як дорожній трафік та умови.
Математично покрокова навігація базується на задачі найкоротшого шляху, що своєю чергою базується на теорії графів, яка досліджує, як визначити шлях між двома точками у великій мережі, що буде найкраще відповідати заданим критеріям (найкоротший, найдешевший, найшвидший тощо).

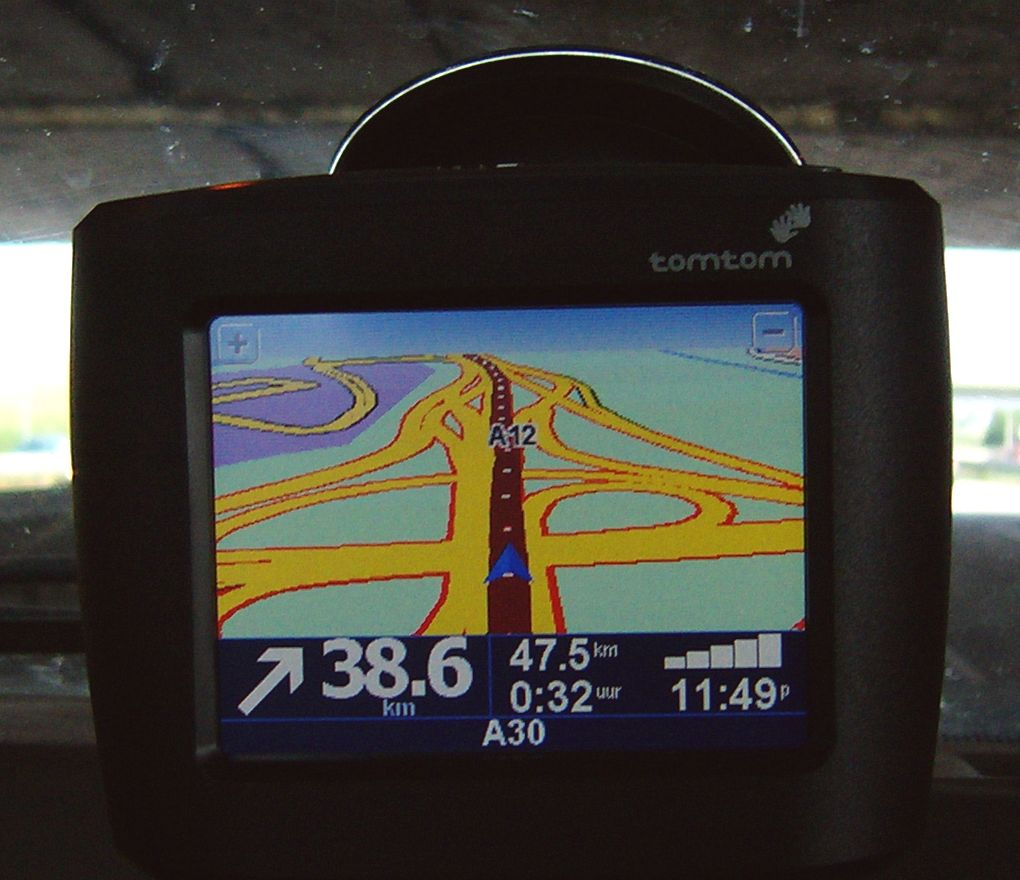
Пристрій TomTom

## Пристрої та послуги
Основні картографічні додатки, які пропонують покрокову навігацію:
- Nokia.[5] Пристрої, які використовують HERE Technologies картографічні дані:[4]
  - Автомобільні навігатори Garmin
  - Смартфони Nokia, що працюють на Symbian, Maemo або Windows Phone (програмне забезпечення HERE Technologies Maps стандартно входить до складу телефонів Nokia Lumia Windows)
- Карти Google та Yahoo! Карти. Пристрої, які використовують дані карти Tele Atlas:
  - Автомобільні навігатори TomTom
  - Смартфони Android в режимі он-лайн через Карти Google (входять у стандартну комплектацію)
  - Apple iPhone онлайн через Карти Google
- OpenStreetMap. Додатки, що працюють у режимі офлайн:
  - Карта GPS, навігаційний додаток для iOS та Android
  - OsmAnd для смартфонів Android[6]
  - GPS-навігація та карти — Scout для Android[7]
  - Maps.me, безкоштовний додаток з відкритим кодом для iOS, Android та BlackBerry OS
  - WisePilot [Архівовано 3 грудня 2020 у Wayback Machine.] від Appello для iOS, Android та BlackBerry OS.
  - Magic Earth від General Magic [Архівовано 14 березня 2022 у Wayback Machine.], безкоштовний додаток для навігації для iOS та Android
- Інші:
  - Карти Apple з iOS 6 або новішої версії
  - Apple iPhone за допомогою iOS 5 або раніше онлайн або офлайн за допомогою різного комерційного програмного забезпечення[8]
  - Sygic GPS Navigation, платна автономна покрокова програма навігації для iOS та Android
  - Genius Maps, платна офлайн-покрокова навігаційна програма для iOS та Android
  - Безкоштовний додаток Waze, що забезпечує покрокову навігацію на iOS, Android, Windows Mobile, Symbian, BlackBerry OS та Windows Phone

## Історія
Комп'ютерні навігаційні інструкції в режимі реального часу були вперше розроблені в медіалабораторії у Массачусетському технологічному інституті Джеймсом Реймондом Девісом та Крістофером М. Шмандтом у 1988 році. Їхня система, Backseat Driver, контролювала положення автомобіля, використовуючи систему, розроблену NEC, що здійснювала зв'язок за допомогою стільникового модема із програмним забезпеченням, що працює на машині Symbolics LISP в Media Lab. Потім комп'ютер використовував синтезатор мови для визначення відповідних напрямків і повідомляв про них водія за допомогою другого стільникового телефону.